# Цуднохи
Цуднохи (пол. Cudnochy, нім. Zudnochen, 1938-45: Siebenhöfen in Ostpreußen) — село в Польщі, у гміні Міколайки Мронґовського повіту Вармінсько-Мазурського воєводства.
Населення — 66 осіб (2011).

## Демографія
Демографічна структура станом на 31 березня 2011 року:
|          | Загалом | Допрацездатний вік | Працездатний вік | Постпрацездатний вік |
| -------- | ------- | ------------------ | ---------------- | -------------------- |
| Чоловіки | 37      | 12                 | 24               | 1                    |
| Жінки    | 29      | 4                  | 20               | 5                    |
| Разом    | 66      | 16                 | 44               | 6                    |